# Lecanora carneolutescens
Lecanora carneolutescens är en lavart som beskrevs av Nyl. Lecanora carneolutescens ingår i släktet Lecanora och familjen Lecanoraceae.   Inga underarter finns listade i Catalogue of Life.